# تدی خرسه (فیلم ۲۰۱۲)
تدی خرسه (دانمارکی: 10 Timer til Paradis) یک فیلم درام دانمارکی است که در سال ۲۰۱۲ منتشر شد.